# Prix Gémeaux de la meilleure entrevue
Le prix Gémeaux de la meilleure entrevue est une récompense télévisuelle remise par l'Académie canadienne du cinéma et de la télévision entre 1996 et 2002.

## Lauréats
- 1996 - Sonia Benezra, Sonia Benezra rencontre « Céline Dion à Los Angeles »
- 1997 - Julie Snyder, L’Enfer c’est nous autres « Entrevue avec Jean Charest »
- 1998 - Pierre Maisonneuve, « Entrevue avec Pierre Péladeau »
- 1999 - Anne-Marie Dussault, Les règles du jeu « Entrevue avec Joe Norton »
- 2000 - Stéphan Bureau, Le Téléjournal / Le Point « Entrevue avec Jean-Marie Le Pen »
- 2001 - Michaëlle Jean, RDI à l’écoute « Entrevue avec Raymond Lévesque »
- 2002 - Anne-Marie Dussault, L’effet Dussault « Entrevue avec Romeo Saganash »